# Ochrophyta
Ochrophyta, koljeno u carstvu kromista. Pripada mu 17 redova sa 4 462 vrste

## Razredi i broj vrsta
1. Bolidophyceae L.Guillou & M.-J.Chrétiennot-Dinet, 18
2. Chrysomeridophyceae Cavalier-Smith, 6
3. Chrysoparadoxophyceae Wetherbee, 1
4. Chrysophyceae Pascher, 1 186
5. Dictyochophyceae P.C.Silva, 202
6. Eustigmatophyceae D.J.Hibberd & Leedale, 98
7. Olisthodiscophyceae Barcyte, Eikrem & M.Eliás, 2
8. Pelagophyceae R.A.Andersen & G.W.Saunders, 25
9. Phaeophyceae Kjellman, 2 091
10. Phaeosacciophyceae R.A.Andersen, L.Graf & H.S.Yoon, 7
11. Phaeothamniophyceae R.A.Andersen & J.C.Bailey, 31
12. Picophagophyceae Cavalier-Smith, 1
13. Pinguiophyceae Kawachi, Inouye, Honda, O'Kelly, Bailey, Bidigare & R.A.Andersen, 5
14. Raphidophyceae Chadefaud ex P.C.Silva, 44
15. Schizocladiophyceae E.C.Henry, K.Okuda & H.Kawai, 1
16. Synchromophyceae S.Horn & C.Wilhelm, 7
17. Xanthophyceae P.Allorge ex F.E.Fritsch, 737